# Echinocephalus crassostreai
Echinocephalus crassostreai is een rondwormensoort uit de familie van de Gnathostomatidae. De wetenschappelijke naam van de soort is voor het eerst geldig gepubliceerd in 1975 door Cheng.